# Villiers-le-Bel
Villiers-le-Bel es una localidad y comuna francesa, situada en el departamento de Valle del Oise, en la región Isla de Francia.
La comuna se encuentra a unos veinte kilómetros al norte de París.
Hasta los años cincuenta, la comuna era rural y solo estaba urbanizado el barrio de la alcaldía y la de la estación de tren. A partir de esa época se construyeron numerosos edificios sociales, destinados a la población inmigrante.

## Demografía
| 1 633 | 1 350 | 1 325 | 1 178 | 1 883 | 1 322 | 1 979 | 1 934 | 1 951 | 2 132 | 2 107 | 1 735 | 1 968 | 2 016 | 1 968 | 1 649 | 1 644 | 1 723 | 1 718 | 1 845 | 2 377 | 3 324 | 4 389 | 4 351 | 4 209 | 4 852 | 12 797 | 19 119 | 21 876 | 24 808 | 26 110 | 26 145 |
| Para los censos de 1962 a 1999 la población legal corresponde a la población sin duplicidades (Fuente: INSEE [Consultar]) |       |       |       |       |       |       |       |       |       |       |       |       |       |       |       |       |       |       |       |       |       |       |       |       |       |        |        |        |        |        |        |